# Flèche wallonne 1968
La Flèche wallonne 1968, 32e édition de la course, a lieu le 21 avril 1968 sur un parcours de 222 km. La victoire revient au Belge Rik Van Looy, qui a terminé la course en 6 h 05 min 00 s, devant le Français José Samyn et le Néerlandais Jan Janssen.
Sur la ligne d’arrivée à Marcinelle, 42 des 146 coureurs au départ à Liège ont terminé la course.

## Classement final
| #  | Coureur             | Équipe                    |    | Temps           |
| -- | ------------------- | ------------------------- | -- | --------------- |
| 1  | Rik Van Looy        | Willem II-Gazelle         | en | 6 h 05 min 00 s |
| 2  | José Samyn          | Pelforth-Sauvage-Lejeune  | +  | 3 s             |
| 3  | Jan Janssen         | Pelforth-Sauvage-Lejeune  |    | 1 min 10 s      |
| 4  | Felice Gimondi      | Salvarani                 |    | 1 min 10 s      |
| 5  | Joseph Huysmans     | Dr. Mann-Grundig          |    | 1 min 10 s      |
| 6  | Victor Van Schil    | Faemino-Faema             |    | 1 min 10 s      |
| 7  | Remy Van Vreckom    | Pull Over Centrale        |    | 1 min 10 s      |
| 8  | Herman Van Springel | Dr. Mann-Grundig          |    | 1 min 10 s      |
| 9  | Walter Godefroot    | Flandria-De Clerck-Krüger |    | 1 min 10 s      |
| 10 | Willy Van Neste     | Bic                       |    | 1 min 10 s      |